# Lac Loufoualéba
Lac Loufoualéba är en sjö i Kongo-Brazzaville. Den ligger i departementet Pointe-Noire, i den sydvästra delen av landet, 400 km väster om huvudstaden Brazzaville. Arean är 6,5 kvadratkilometer. Den sträcker sig 4,6 kilometer i nord-sydlig riktning, och 3,9 kilometer i öst-västlig riktning.
Sjöns södra och västra strand tillhör Pointe-Noires kommun, medan själva sjön och östra sidan ligger i distriktet Tchiamba-Nzassi. Sjön utgör tillsammans med lac Kayo och omgivningarna ett Ramsarområde.